# Nur (gmina)
Nur – gmina wiejska w województwie mazowieckim, w powiecie ostrowskim. W latach 1975–1998 gmina położona była w województwie łomżyńskim.
Siedziba gminy to Nur.
Według danych z 30 czerwca 2004 gminę zamieszkiwało 3230 osób. Natomiast według danych z 31 grudnia 2017 roku gminę zamieszkiwało 2759 osób.

## Historia
Gmina Nur powstała za Królestwa Polskiego – 31 maja 1870 w powiecie ostrowskim w guberni łomżyńskiej w związku z utratą praw miejskich przez miasto Nur i przekształceniu jego w wiejską gminę Nur w granicach dotychczasowego miasta z dołączeniem niektórych wsi z sąsiedniej gminy Kamieńczyk Wielki.

## Struktura powierzchni
Według danych z roku 2002 gmina Nur ma obszar 102,85 km², w tym:
- użytki rolne: 75%
- użytki leśne: 18%

Gmina stanowi 8,4% powierzchni powiatu.

## Demografia

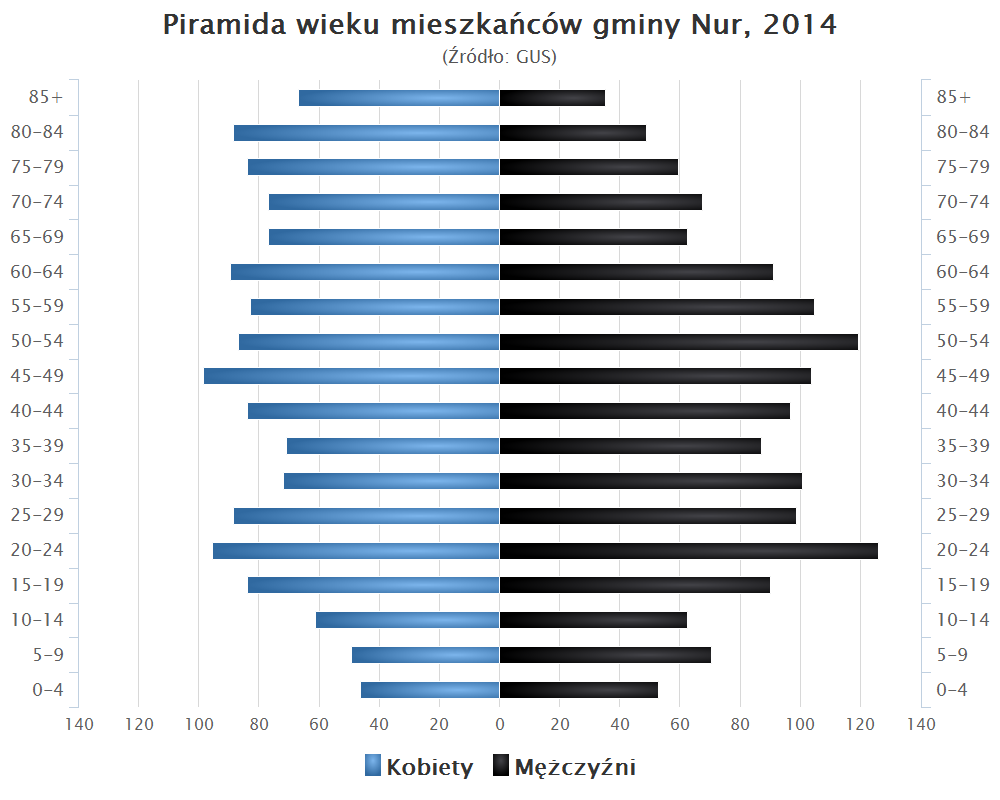
Piramida wieku mieszkańców gminy Nur w 2014 roku

Dane z 31 grudnia 2017 roku.
| Opis                              | Ogółem | Ogółem | Kobiety | Kobiety | Mężczyźni | Mężczyźni |
| --------------------------------- | ------ | ------ | ------- | ------- | --------- | --------- |
| jednostka                         | osób   | %      | osób    | %       | osób      | %         |
| populacja                         | 2 759  | 100    | 1 345   | 48,7    | 1 414     | 51,3      |
| gęstość zaludnienia (mieszk./km²) | 29     | 29     | 14      | 14      | 15        | 15        |

## Sołectwa
Godlewo Warsze i Mierniki (Godlewo-Warsze, Godlewo-Mierniki), Godlewo-Milewek, Godlewo Wielkie, Kałęczyn, Kamionka, Kossaki, Kramkowo Lipskie, Murawskie Nadbużne, Myślibory, Nur, Obryte, Ołowskie, Ołtarze-Gołacze, Strękowo, Ślepowrony, Zakrzewo-Słomy, Zaszków, Zaszków-Kolonia, Zuzela, Żebry-Kolonia, Żebry-Laskowiec
Miejscowości podstawowe bez statusu sołectwa: Łęg Nurski i Strękowo Nieczykowskie.

## Sąsiednie gminy
Boguty-Pianki, Ceranów, Ciechanowiec, Czyżew, Sterdyń, Szulborze Wielkie, Zaręby Kościelne